# 灣仔公園

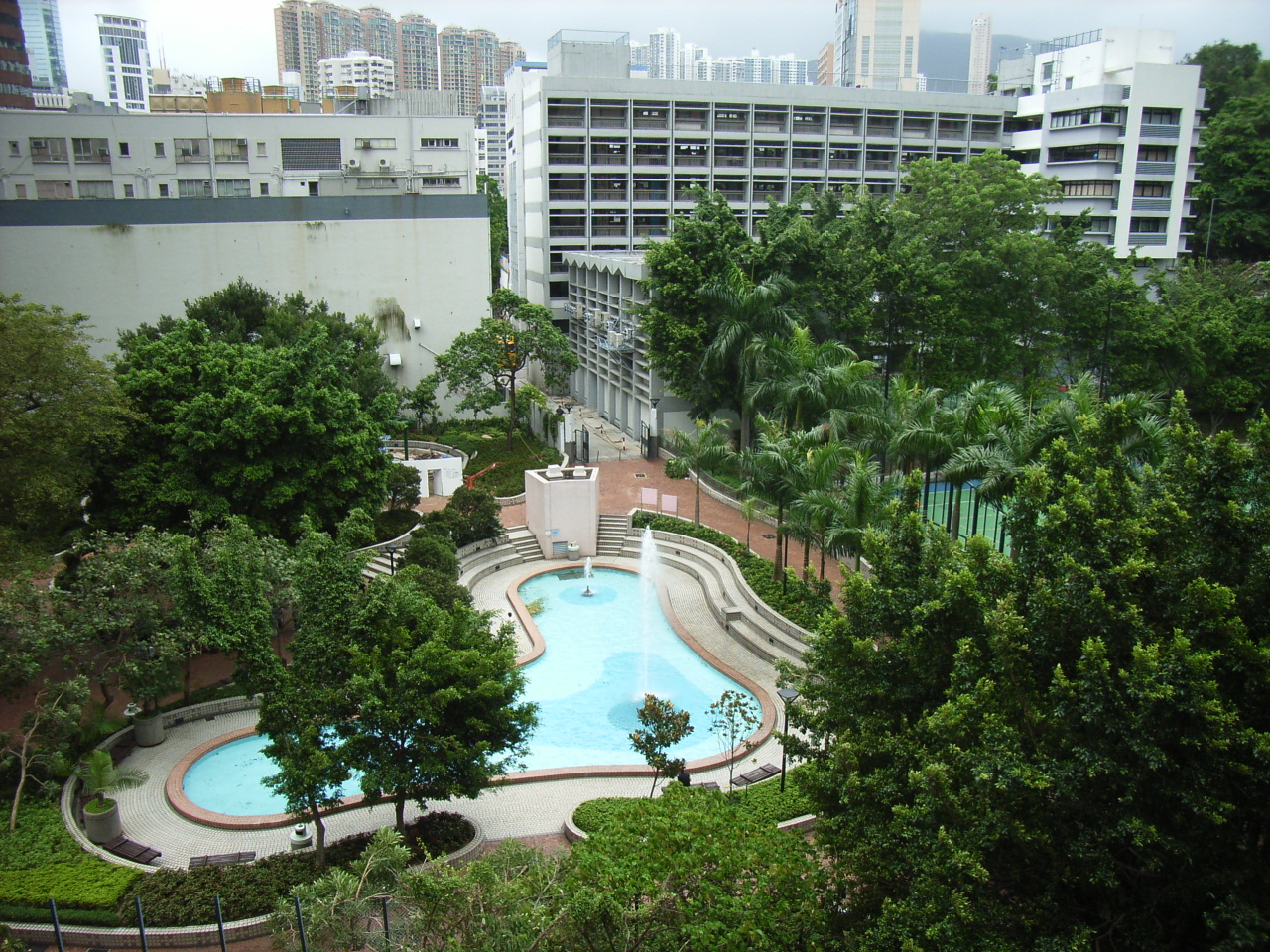
灣仔公園的北部有噴水池

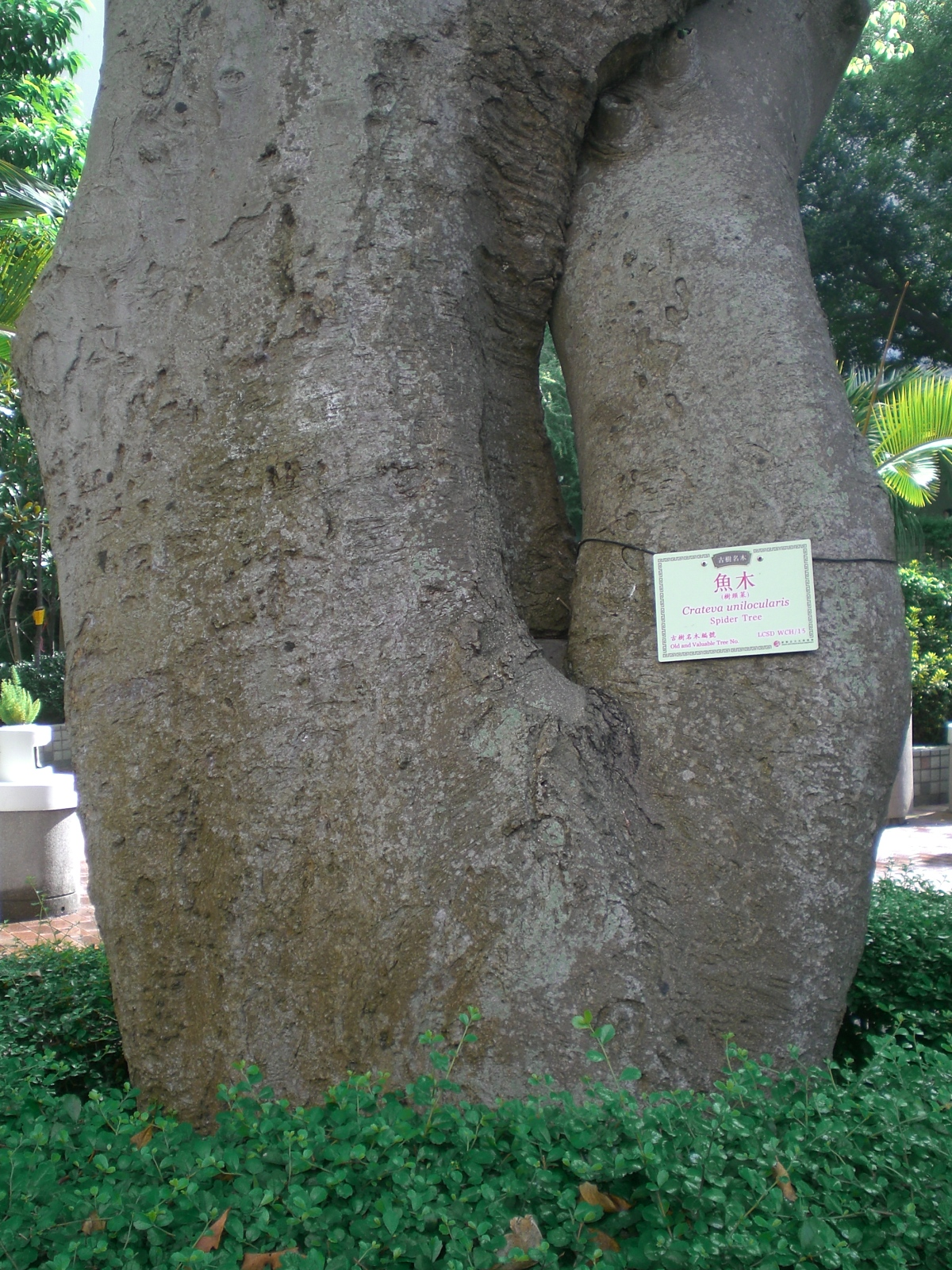
魚木

灣仔公園（英語：Wan Chai Park）是香港的一個公園，位於香港島灣仔東南部皇后大道東以北，鄰近律敦治醫院，於1991年啟用，由康樂及文化事務署管理。公園有一株全港最大的古樹魚木，胸徑約150厘米，冠幅17米，估計樹齡超過140年。

## 歷史
灣仔公園原址是昔日摩理臣山的一部份，1910年代被夷平後，水務署於該處設立工場。
1931年，當時英國皇家海軍在海軍醫院對面的山丘興建一座傳染病醫院，並將此山命名為巴里士山（Mount Parish），為了紀念當時駐港的海軍司令巴里士（John Edward Parish）准將。世界二戰時海軍醫院受到嚴重破壞不能再用，然而傳染病醫院亦在戰後被拆卸。
1949年，巴里山的海軍醫院的傳染病醫院並且改建成律敦治療養院，專為肺結核病患者提供服務。隨著香港的肺結核病患者人數下降，1990年代後律敦治療養院在原址旁邊進行重建。
1991年1月29日，由周古梁建築工程師有限公司負責的律敦治醫院重建項目完畢並重新投入服務，原有的院址則改建為灣仔公園。

## 園內設施
- 硬地足球場
- 社區園圃

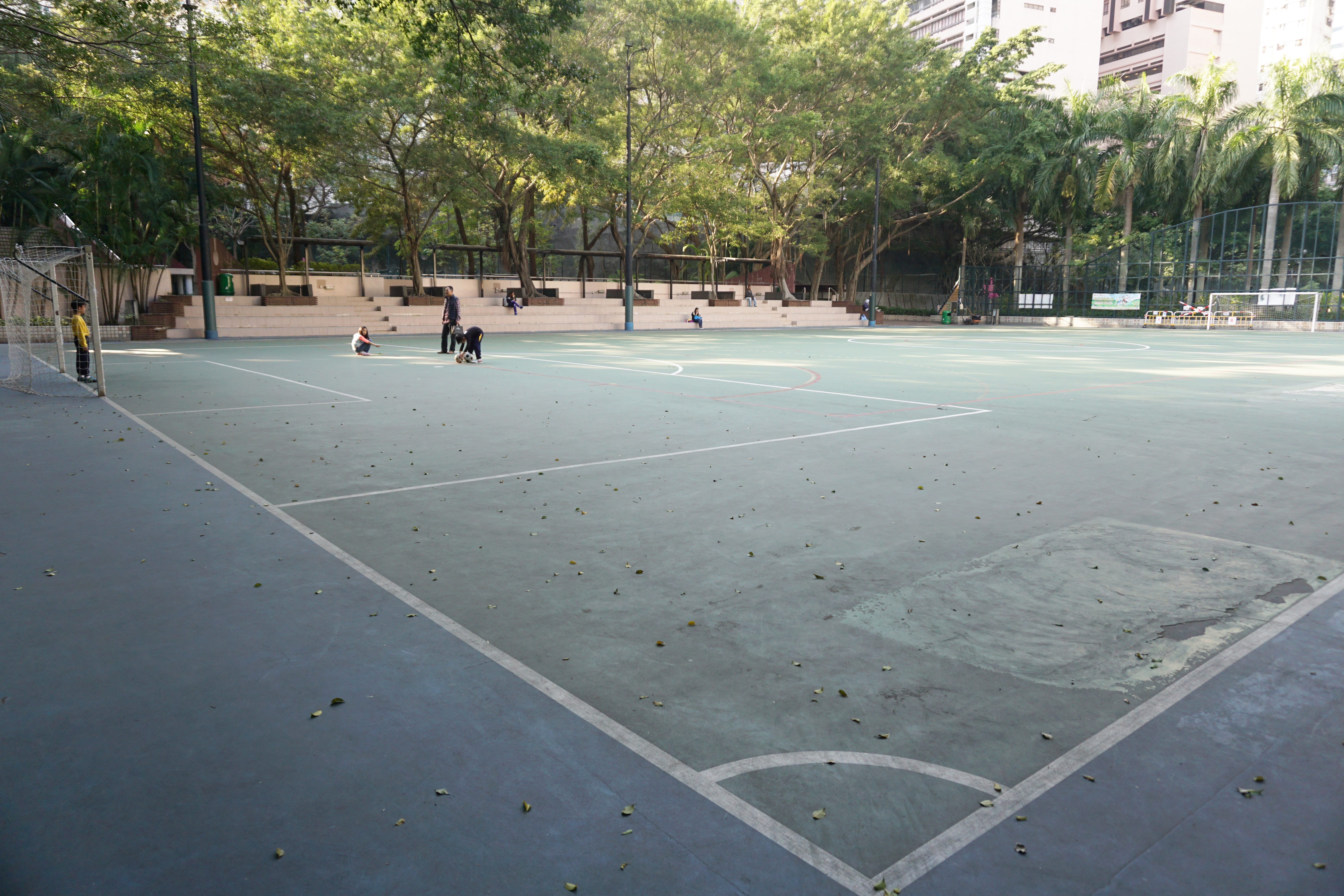
足球場
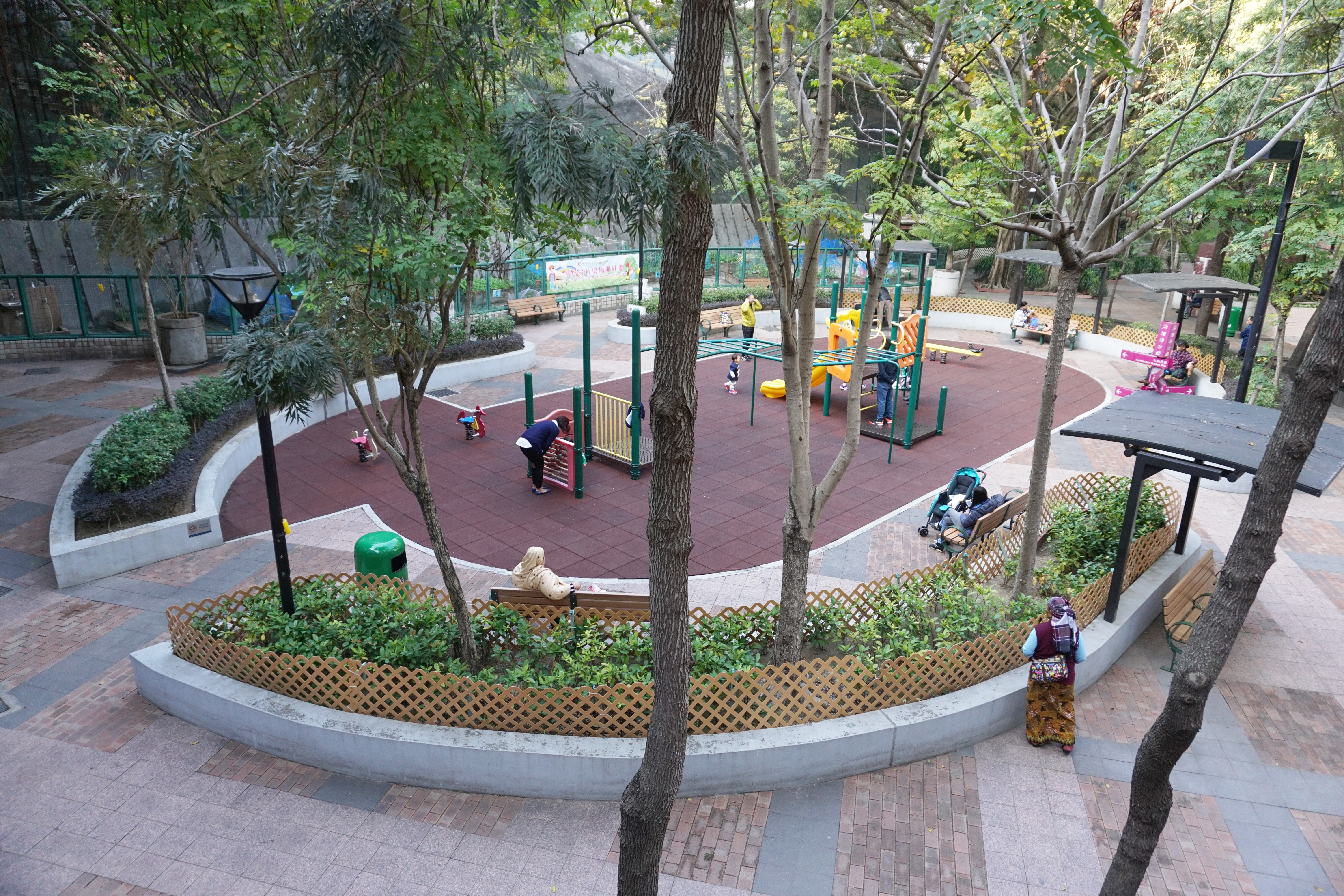
兒童遊樂場（前）及社區園圃（後）
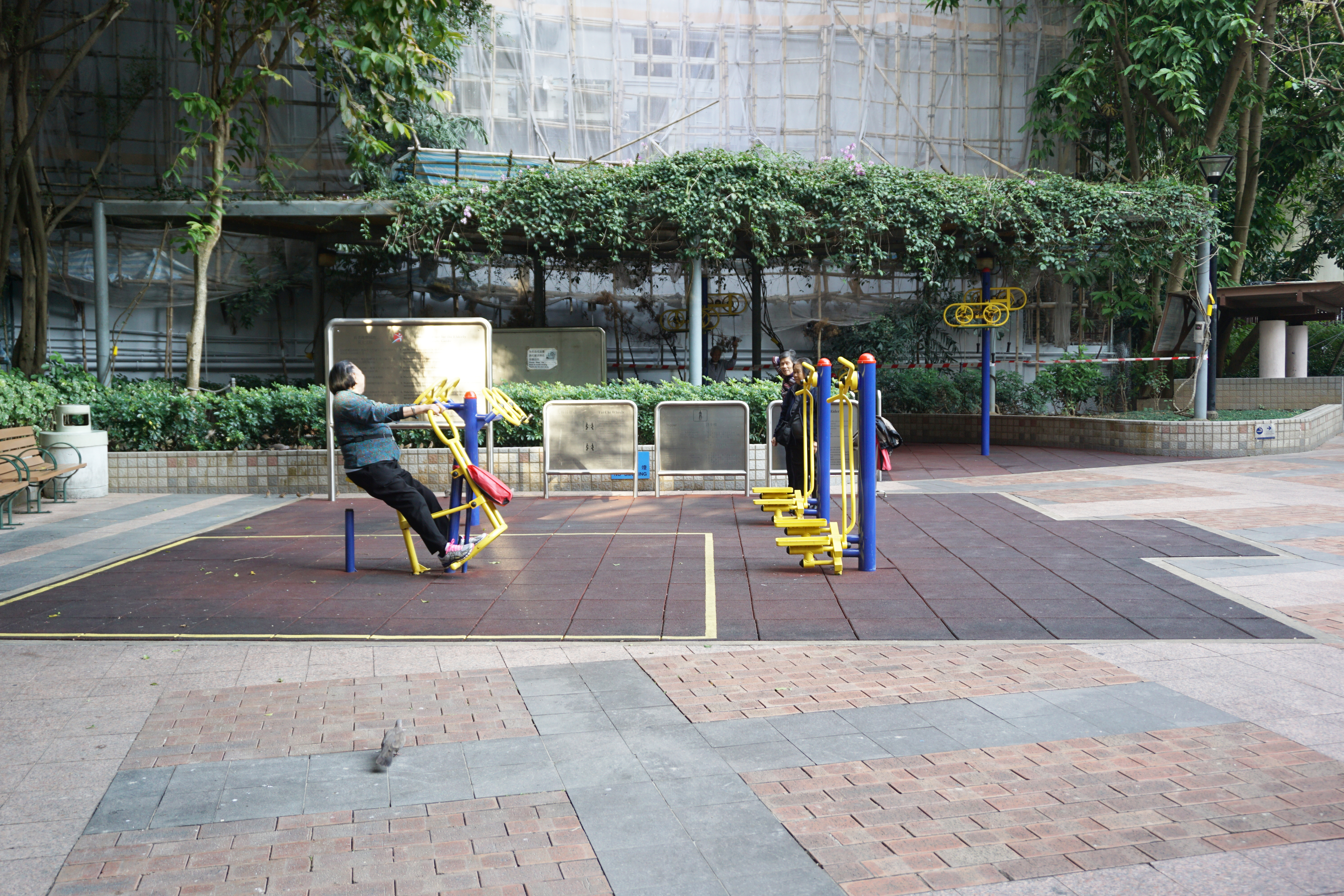
健體區
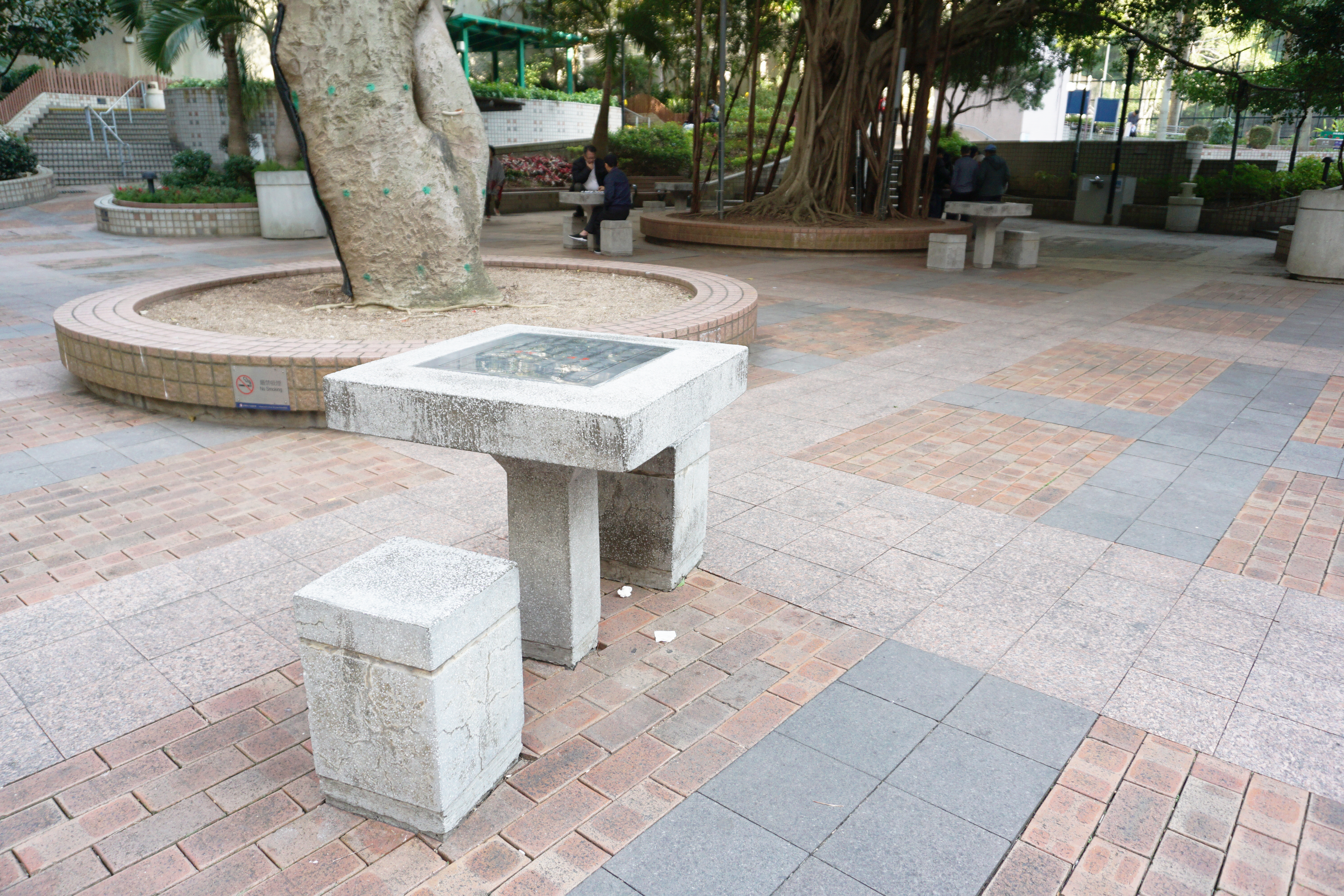
棋藝區
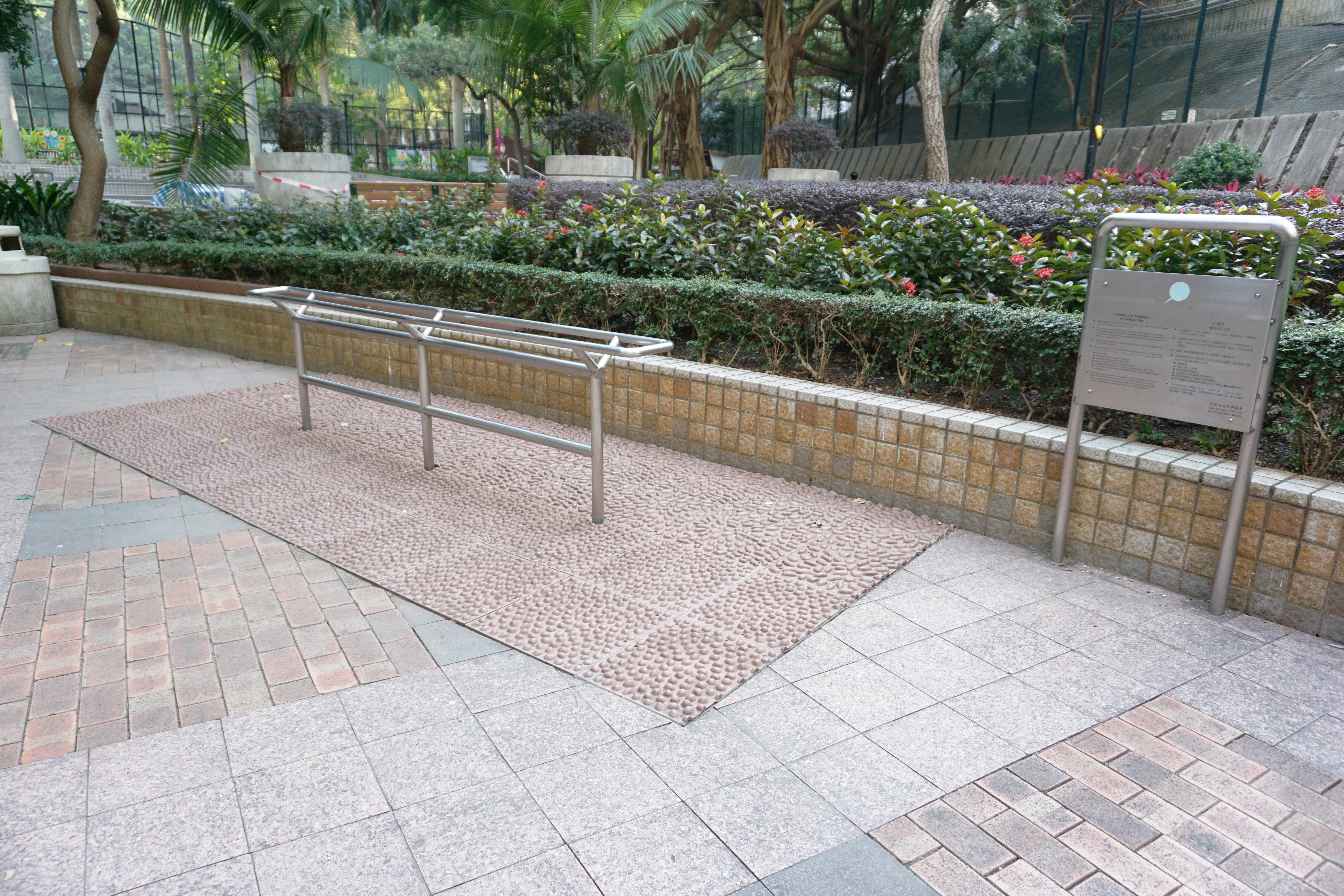
足健徑

## 禁煙安排
此場地（除吸煙區外）禁止吸煙。

## 鄰近設施
- 律敦治醫院
- 鄧肇堅醫院
- 香港華仁書院
- 聖若瑟小學

## 外部連結
- 康樂及文化事務署 灣仔公園社區園圃
- 《香港古樹名木》，邢福武、丘國賢 主編，天地圖書，ISBN 978-988-211-585-9 第118頁